# Агастат
Агастат — гора на Южном Урале, входит в состав горного хребта Уралтау. Находится в Учалинском районе Республики Башкортостан.

## География
Гора расположена в 25 км севернее города Белорецка. С запада протекает река Табылгашты. Гора — одна из вершин хребта, протянувшегося с северо-востока на юго-запад. Имеет плоскую, заросшую лесом вершину и крутой южный склон. Севернее находится ещё одна вершина — Малый Агастат, имеющая однако большую высоту, чем Агастат.

## Геология
Горный массив сложен из сланцев, кварцитов максютовского метаморфического комплекса, суванякского метаморфического комплекса, гранита венда. В тектоническом отношении относится к Уралтайской зоне.

## Растительность
На склонах и наклонной вершине горы растут леса из сосны и берёзы на дерново-подзолистых и серых лесных горных почвах.